# Glen (Newry, Mourne y Down)
Glen es una aldea del distrito de Newry, Mourne y Down, una de las subdivisiones administrativas de Irlanda del Norte (Reino Unido). En 2011 tenía una población de 147 habitantes.
La aldea no fue incluida como entidad de población en el censo de 2021.